# 아이소싸이아졸리논
아이소싸이아졸리논(Isothiazolinone)은 헤테로고리 화합물이다. 이 물질의 유도체는 대다수가 살충제 및 살균제로 사용되는데, 대표적인 예로는 다음과 같은 것들이 있다:
- 메틸아이소싸이아졸리논 (MIT,MI)
- 메틸클로로아이소싸이아졸리논 (CMIT,CMI,MCI)
- Benzisothiazolinone (BIT)
- Octylisothiazolinone (OIT,OI)
- Dichlorooctylisothiazolinone (DCOIT,DCOI)

## 같이 보기
- 메틸아이소싸이아졸리논